# Bibliotheca hagiographica latina

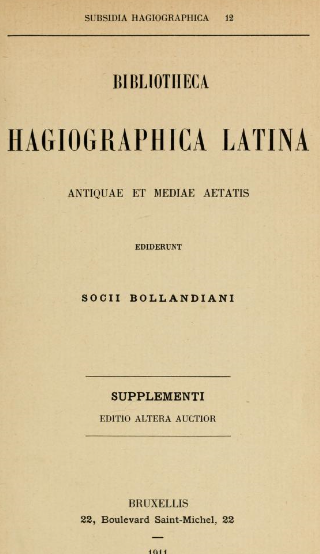
la Bibliotheca Hagiographica Latina edizione 1911

La Bibliotheca hagiographica latina è un catalogo di documenti agiografici latini, che comprende antiche opere letterarie sulle vite dei santi, le traslazioni delle loro reliquie e i loro miracoli, il tutto classificato in ordine alfabetico, secondo i nomi dei santi, e numerato in successione. Nella letteratura specialistica è nota con l'acronimo BHL.
Le citazioni sono riferimenti al numero di catalogo, così BHL  839-840 indica le voci n° 839 e 840 della bibliotheca. Si tratta in questo caso di due testi, delle Vitae di Austregesilio di Bourges. Il catalogo elenca liste dei manoscritti, degli incipit e delle opere a stampa.
La prima edizione (1898-1901), con un supplemento (1911), è dovuta alla  Società dei bollandisti. L'ultimo supplemento (1986) è opera di un editore unico, Henryk Fros.
La BHL fa parte, con la Bibliotheca Hagiographica Graeca (abbreviata in BHG) e la Bibliotheca Hagiographica Orientalis (BHO), delle fonti nella ricerca dei documenti letterari concernenti i santi.

## Edizioni successive
- Bibliotheca hagiographica latina antiquae et mediae aetatis, edita dalla Società dei Bollandisti, Subsidia Hagiographica 6 (Bruxelles: Société des Bollandistes, 1898-1901). Accessibile su Gallica in due volumi e un supplemento: 
  -  Bibliotheca hagiographica latina antiquae : A - I, su gallica.bnf.fr.
  -  Bibliotheca hagiographica latina antiquae : K - Z, su gallica.bnf.fr.
  -  Bibliotheca hagiographica latina antiquae: supplementum, su gallica.bnf.fr.
- Essa è anche accessibile su Internet Archive in varie numerazioni, di cui:
  -  Bibliotheca hagiographica latina antiquae: A - I, su archive.org.
  -  Bibliotheca hagiographica latina antiquae: K - Z, su archive.org.
  -  Bibliotheca hagiographica latina antiquae: supplementii, su archive.org.
- Bruno Krusch, Monumenta Germaniae historica. Scriptores rerum Merovingicarum, Hanovre, 1884-1920, 7 volumes, abbreviato in « MGH.SRM ».
- Bibliotheca hagiographica latina antiquae et mediae aetatis. Novum Supplementum, edita da  Henryk Fros, Subsidia Hagiographica 70 (Bruxelles: Société des Bollandistes, 1986).